# 1494

## أحداث
- 6 فبراير: تأسيس مدينة بانيا لوكا وتقع حاليا في البوسنة والهرسك.
- 3 مايو: تأسيس مدينة سانتا كروث دي تينيريفه وتقع حاليا في إسبانيا.
- بداية الحرب الإيطالية 1494-1498 في 1494 والتي انتهت في 1498.
- بداية الحروب الإيطالية في 1494 والتي انتهت في 1559.
- 3 مايو - كريستوفر كولومبوس يكتشف جامايكا.

## مواليد
- سليمان القانوني
- جورجيوس أغريكولا
- فرانسوا الأول
- فرانشيسكو موروليكو
- ويليام تيندال

## وفيات
- عز الدين بن الحسين
- فرديناندو الأول ملك نابولي